# Cynortosoma
Cynortosoma is een geslacht van hooiwagens uit de familie Cosmetidae.
De wetenschappelijke naam Cynortosoma is voor het eerst geldig gepubliceerd door Roewer in 1947. 

## Soorten
Cynortosoma omvat de volgende 2 soorten:
- Cynortosoma cuneata
- Cynortosoma reticulatum